# Administrativní dělení Ghany

Regiony v Ghaně

Ghana se administrativně dělí na 10 regionů a ty pak na jednotlivé distrikty.

## Regiony
V závorce je vždy hlavní město.
- Ashanti (Kumasi)
- Brong-Ahafo (Sunyani)
- Centrální region (Cape Coast)
- Východní region (Koforidua)
- Greater Accra (Accra)
- Severní region (Tamale)
- Horní východní region (Bolgatanga)
- Horní západní region (Wa)
- Volta (Ho)
- Západní region (Sekondi-Takoradi)